# Architektonická soutěž

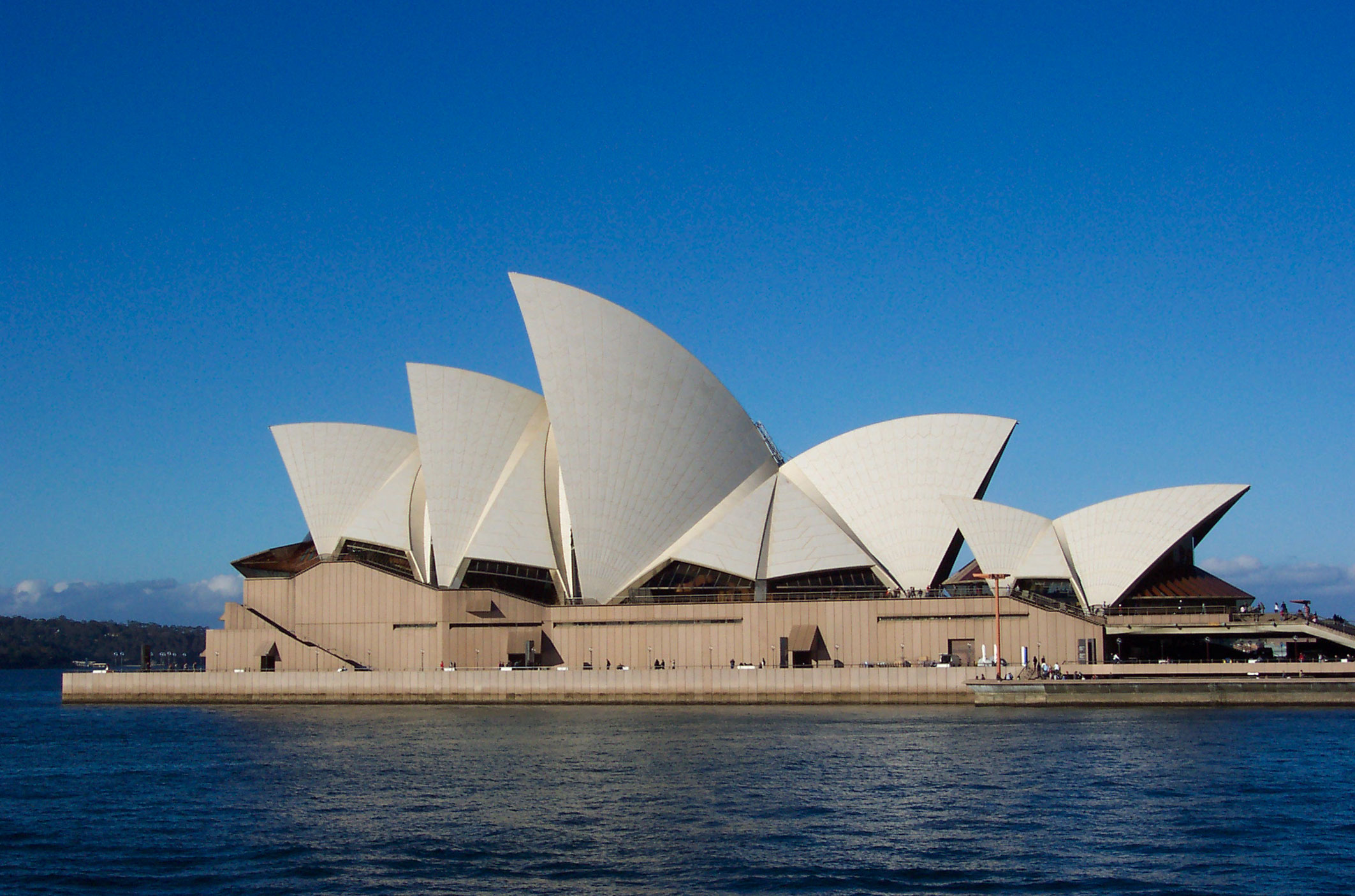
Opera v Sydney, jeden z nejznámějších příkladů stavby pocházející z architektonické soutěže

Architektonická soutěž je pojem vyhrazený pro specifický a osvědčený typ soutěže formovaný dlouhou tradicí. Cílem architektonické soutěže je získat co nejlepší návrh (řešení) domu, jiné stavby (most, nábřeží, nádraží, park, železniční uzel, přístav) nebo části města. Soutěžící předkládají konkrétní návrhy a kvalifikovaná porota z nich vybírá nejlepší řešení pro daný úkol.

## Historie

Katedrála Santa Maria del Fiore ve Florencii – Kopule

Soutěžení bylo architektuře vlastní již ve starověku. Existují náznaky, že první formalizované soutěže byly uspořádány již tehdy (klasické Řecko). První historicky dobře označené soutěže vznikly za úsvitu moderní, „kapitalistické“ a liberální společnosti ve Florencii: na dveře baptisteria (spíše sochařská) a na kopuli dómu Santa Maria del Fiore, ve které zvítězil do té doby neznámý tvůrce Filippo Brunelleschi a svět získal jedno z největších děl historie architektury (1418). Je známa soutěž na proslulý barokní chrám sv. Karla Boromejského ve Vídni od Johanna Bernarda Fischera z Erlachu (1713).

Od poloviny 19. století soutěže zdomácněly v hlavních evropských metropolích. Byly vnímány nejen jako dobrá cesta ke vzniku znamenitých děl, ale i jako nástroj spravedlivého rozdělování úkolů. Také jako způsob, jak objevit nové talentované tvůrce. Pařížská opera nebo parlament v Londýně vzešly ze soutěže a jejich architekti se stali známými a uznávanými tvůrci. 

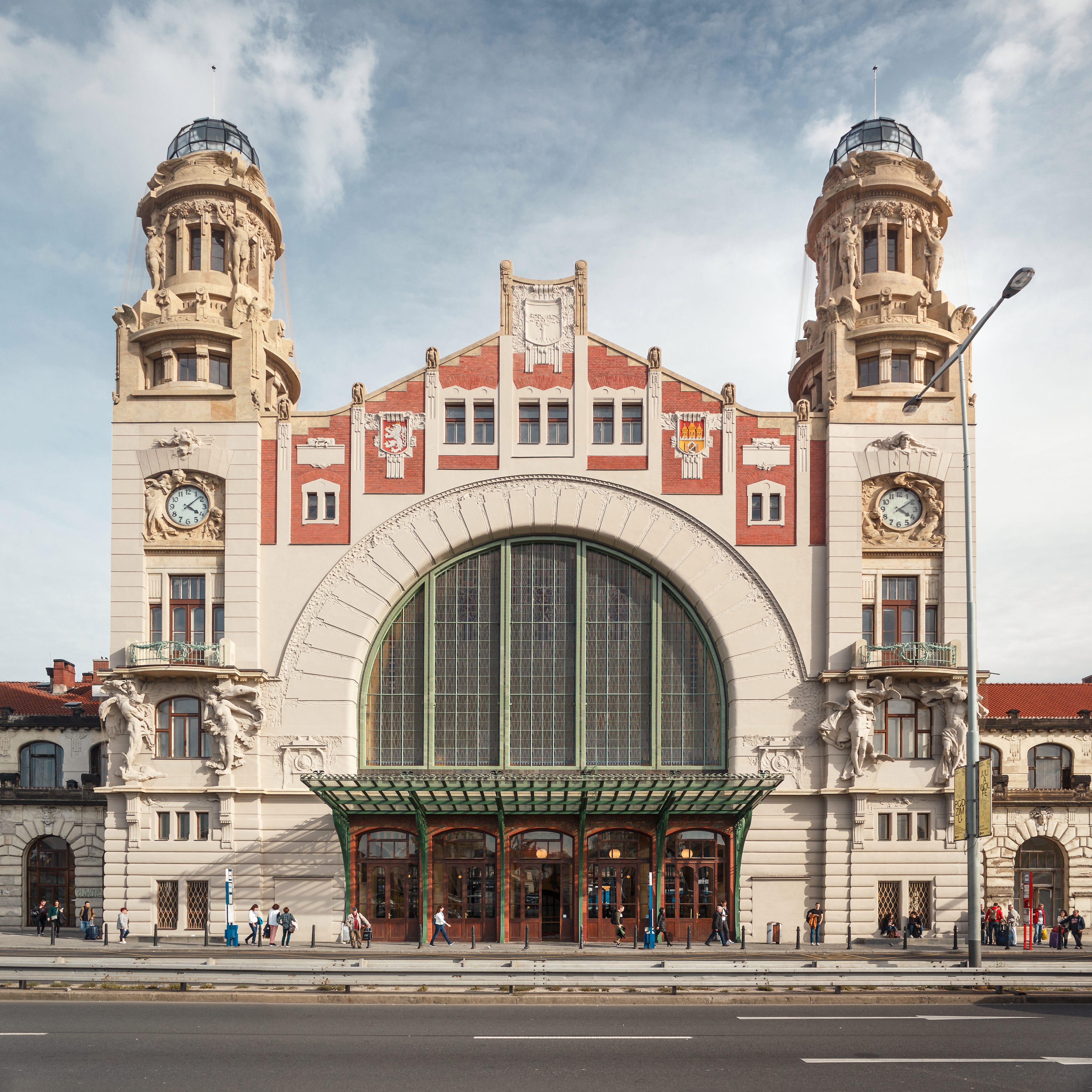
Fantova budova hlavního nádraží v Praze – soutěž 1901, realizace 1903–1909

V českých zemích se první soutěže objevily ve stejnou dobu, tedy v 50. letech 19. století. První dobře doloženou je urbanisticko architektonická soutěž na Okružní třídu v Brně (1861). Také návrh Národního divadla pochází ze soutěže, kterou by však dle dnešních měřítek nebyla považována za soutěž vzornou. Josef Zítek byl vybrán ze tří možných tvůrců autory vídeňské opery Eduardem van der Nüllem a Augustem von Sicardsburgem.

## Základní charakteristika
Architektonická soutěž je od podstaty odlišná od ostatních typů veřejných soutěží nebo zadání:
- je zaměřena na řešení (návrh)
- vyhodnocení je mezi návrhy, nezávislé na osobách tvůrců (nerozhoduje se o osobách, ale o řešeních)
- není při ní rozhodováno na základě minulých zásluh osob ale na základě aktuálního přístupu a pohotovosti
- zabezpečení proti manipulaci

Pojem (pojmenování) architektonická soutěž nenáleží jiným typům veřejných soutěží jako např.: „tendr“ (výběrové řízení), nákup architektonických studií, konkurs, nabídkové řízení.

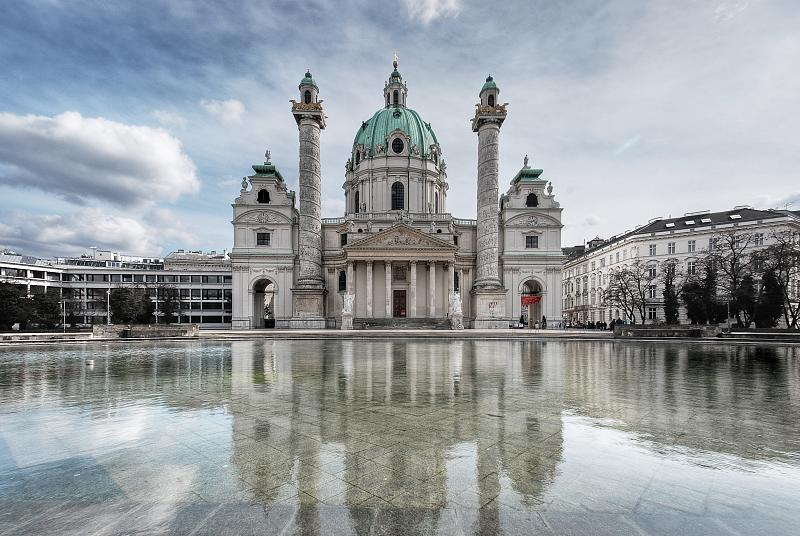
Kostel svatého Karla Boromejského ve Vídni

Architektonická soutěž (jako princip je známa již po staletí) těží z touhy mnoha architektů získat zajímavý úkol. Prospívá z efektů, které tato silná motivace má pro mobilizaci a rozvoj jejich individuálních schopností. Nepřetržitou tradici stálého zdokonalování pak provází tento typ soutěžení přibližně posledních sto šedesát let.[kdy?] Ve vyspělých demokratických zemích je brána za jeden z nejproduktivnějších a zároveň nejspravedlivějších způsobů, jak najít autora veřejné stavby.
Důvodem k takové soutěži je, že jejímu vypisovateli přináší zisk v podobě propracování úkolu z mnoha pohledů a hospodárné nakládání s veřejnými penězi. Skýtá značnou naději směnit vynaložené finance za co největší protihodnotu. Je to efektivní konání mířící k nejlepšímu zhodnocení cenných veřejných prostor nebo pozemků. 
Architektonická soutěž je s počátkem v předem přesně určeném čase (v trvání obvykle 2–3 dny) vyhodnocována s užitím dlouhodobě kultivovaných a mezinárodně sdílených způsobů porotou skládající se ze zástupců vypisovatele (investora) a nezávislých odborníků (architektů, urbanistů, dopravních expertů a dalších specialistů – např. odborníků na památkové otázky).
Architektonické soutěže vypisují příležitostně i soukromí vypisovatelé. V některých případech je pobídkou veřejný zájem (to když sdílejí nebo užívají cenný prostor – centra měst), jsou však i případy zcela dobrovolného uspořádání, které mají původ ve vnitřní vyspělé kultuře takových subjektů.

## Zásadní vlastnosti architektonických soutěží
- Pro investory levný způsob, jak získat spoustu nápadů
- Architekti pod vidinou možneho získání zakázky investují svůj čas a práci, nesou veškeré náklady spojené s odevzdáním soutěžního návrhu
- Rovnost šancí
- Naděje k získání zakázky projektové dokumentace v návaznosti na nejlepší řešení a vítězství v soutěži
- Pokročilé nástroje vyhodnocení
- Naděje pro začínající nebo teritoriálně příchozí architekty
- Důsledná a důmyslně hájená anonymita, která podporuje svobodu rozhodování
- Ceny, jako ověřený motivační prvek
- Zaručený respekt k autorství a autorským právům
- Účinné nástroje proti manipulacím
- Dlouhá tradice a stále se zlepšující způsoby
- Kvalifikované řešení případných (procesních) sporů
- Velmi pokročilá transparentnost (téměř vše je posléze zveřejněno)

Nevýhodou architektonických soutěží je rozhodování o velmi složitých, komplikovaných věcech, z velké části subjektivní podstaty. Aspekty podléhají vkusu, ideologii, generačním názorům. V roli porotců vystupují omylní lidé z „masa a kostí“, byť je vždy zájem angažovat nejlepší z nejlepších a nejrespektovanější osobnosti. Při trvalé a soustředěné pozornosti se daří většinu nedokonalostí odstraňovat.[zdroj⁠?!]

## Cíl
Cílem architektonické soutěže je co nejvíce zhodnotit nebo dostihnout veřejný zájem. Nalézt či vyzískat invenční, kreativní, vynalézavé a inovativní řešení. Přinášet krásnou a funkční architekturu. V 21. století je stále více a silněji dbáno na vyváženou a harmonickou skladbu všech důležitých vlastností architektury a navrhované stavby. Služebnost, hospodárnost, trvanlivost, realita, technická bezvadnost a ohleduplnost jsou stejně důležitá kritéria, od kterých se očekává, že budou zastoupena v harmonické skladbě.

## Náklady
Některé soutěže upadly v podezření, že byly příčinou enormních nákladů – opera v Sydney, muzeum v Bilbau nebo nový trojský most v Praze. Příčinou překračování nákladů není soutěž sama, ale okolnosti a neexistující požadavek na finanční limit již před soutěží. Výsledky jiných soutěží přinesly naopak značně úsporné stavby – např. soutěž firmy Baťa v roce 1935. Enormní náklady jsou spojeny s trendem ikonických staveb, nikoliv se soutěžním nástrojem jako takovým. Má-li stavba dosáhnout také vyrovnané nákladové bilance, musí být takový požadavek přítomen již v záměru a poté vtělen do podmínek soutěže. Soutěže mohou být jak úsporné, tak zacílené na architektonický efekt a vznik stavby, která vejde do dějin. To podle toho, jaký výsledek je hledán a jak jsou soutěže moderovány. V případě Sydney i Bilbaa se zvýšené náklady mnohonásobně vrátily a vyplatily v jinak nezískatelných benefitech pro daná města, státy a dokonce i kontinenty (dříve „ztracená“ Austrálie).

## Typy a druhy soutěží

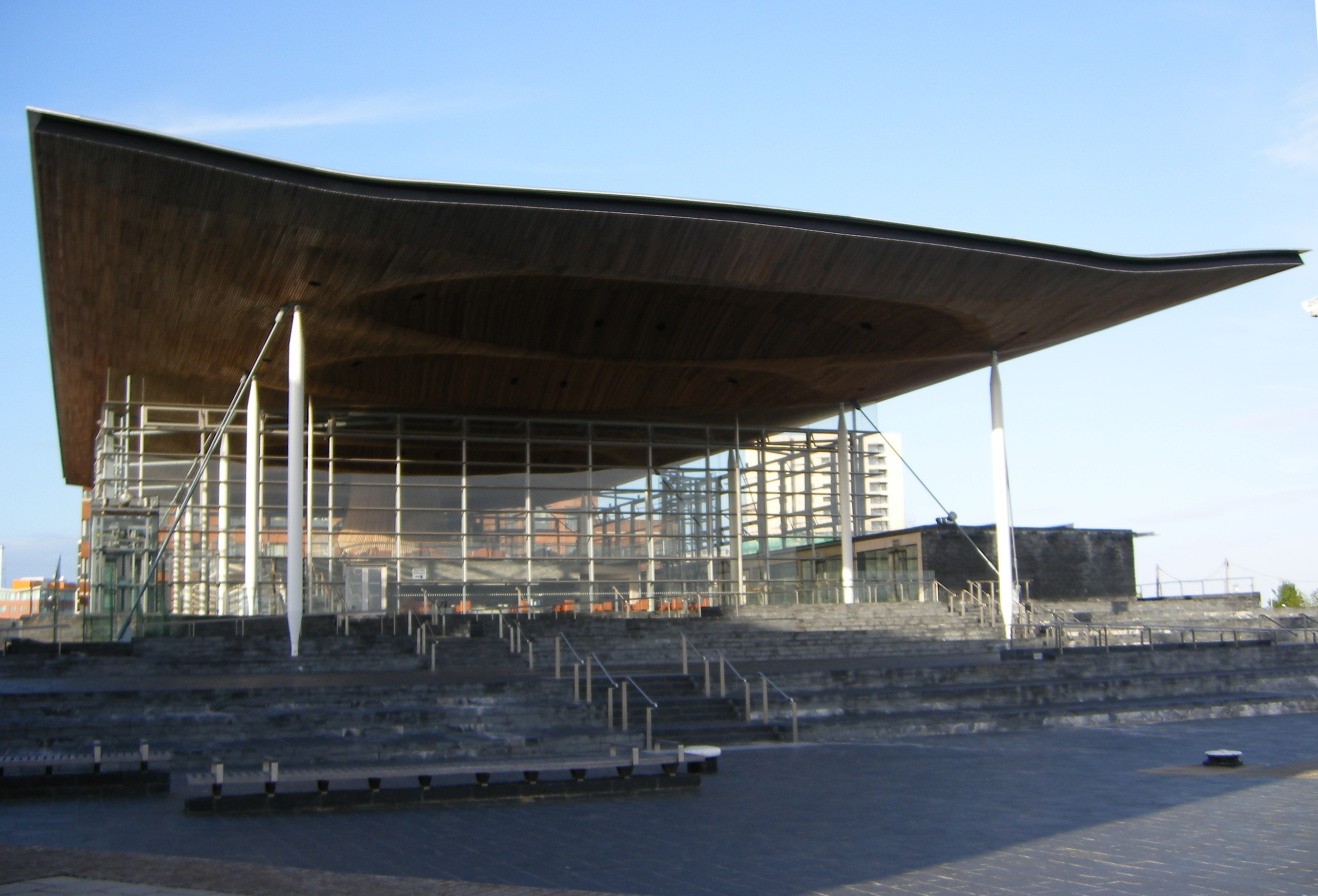
Richard Rogers – Velšský parlament

V zásadně jsou rozpoznávány dva typy soutěží:
- ideová
- projektová

Ideová soutěž slouží vypisovateli pro úvodní seznámení s problémem. Její výsledky mohou být podle očekávání spíše podkladem k důkladnému vypracování stavebních programů, rozvoji záměru nebo naopak jeho opuštění pro nereálnost. Mohou být podkladem pro vypracování podmínek pozdější „projektové“ soutěže, pro další úvahy o tématu.

U některých úkolů je vhodné využít soutěže dvoukolové spojené ve druhém kole s důkladným pohovorem s užším okruhem účastníků. V tomto případě nastává ztráta anonymity, ale vyvažuje ji výhoda dialogu před početnou porotou a během transparentního procesu.

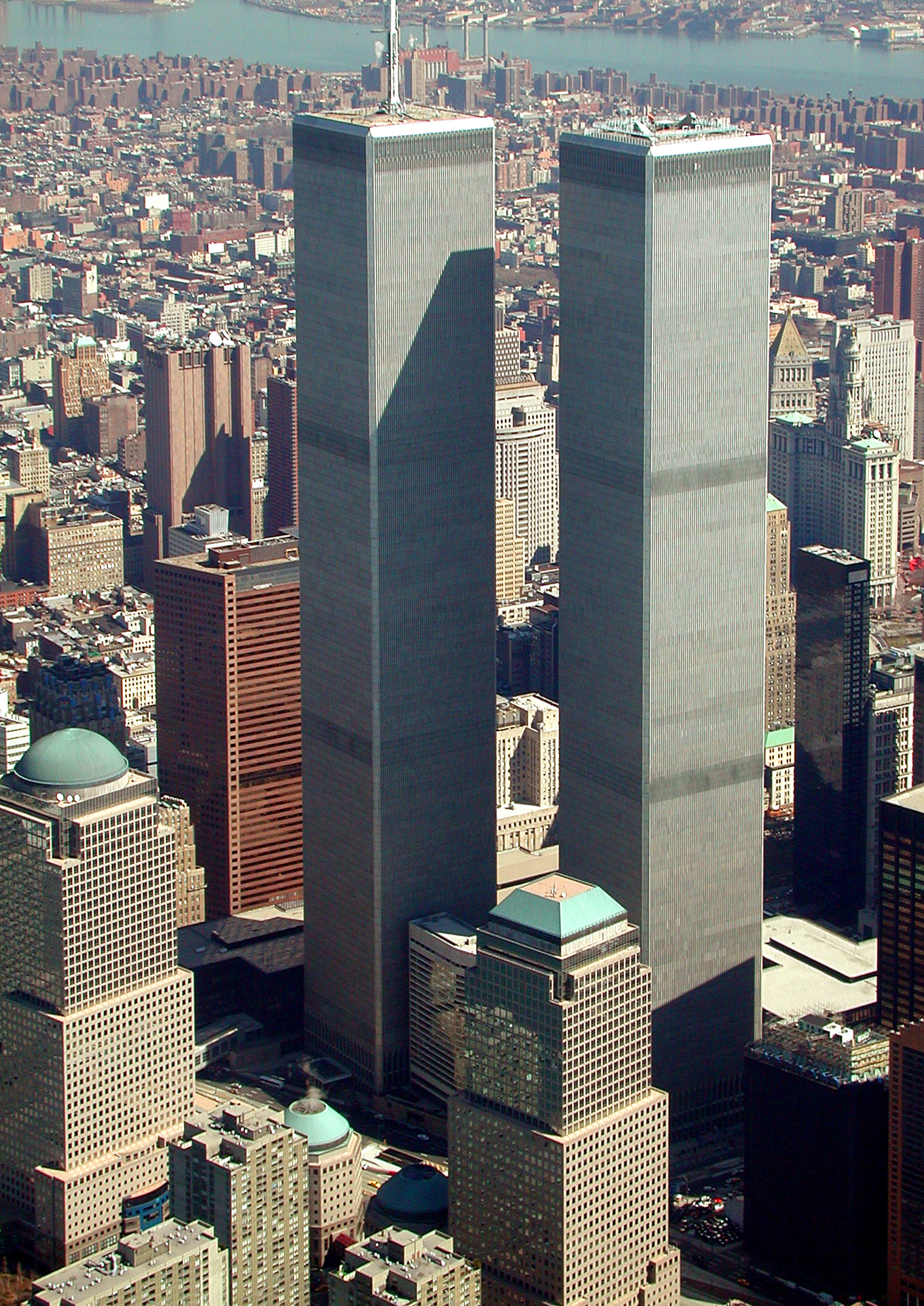
Minoru Yamasaki, Světové obchodní centrum v New Yorku

Projektová soutěž obvykle míří (nebo má mířit) k získání konkrétního návrhu jednoho autora (spoluautorů), jež by měl být východiskem pro další dopracování studie či spíše celého projektového díla. Na výsledek takové soutěže by v ideálním případě mělo navázat zadávací řízení dle již zmíněných § 102–109 ZVZ, resp. „jednací řízení bez uveřejnění“ § 34 a násl. Zákona o věřejných zakázkách.
Soutěže jsou také děleny na soutěže:
- veřejné (otevřené)
- vyzvané
- kombinované

Postupem času se v souvislosti s transparencí a rovným přístupem od vyzvaných soutěží pomalu upouští. Ospravedlnitelné jsou výlučně u specifických úkolů, kde je nezbytné specifické vzdělání (např. nemocnice) nebo zkušenost. Mají opodstatnění u malých úkolů s ohledem na místně usazené autory a znalost místních poměrů.
- soutěž studentská

není soutěží v pravém smyslu slova, ale je její cvičnou formou. U této soutěže není naděje na zadání veřejné zakázky. Postup při soutěži ale učí mladou generaci soutěžním postupům. Také ceny a odměny jsou stejné jako u běžných architektonických soutěží.

## Právní rámec v Česku
Právní meze pro pořádání architektonických soutěží poskytují v České republice jak psané právní normy: Soutěžní řád České komory architektů (ČKA), jež v detailu jako podzákonná norma vymezuje podrobné podmínky soutěží, tak zákon o zadávání veřejných zakázek č. 137/2006 Sb., který v části čtvrté, § 102–109 upravuje způsoby, jakými může být případným vítězům architektonické soutěže zadána veřejná zakázka na projekční dílo. Chod soutěží upravují i nepsané způsoby (ustálená pravidla) sdílené tradičně a mezinárodně.
Pro vypsání řádné architektonické soutěže je nutno dbát ustanovení Soutěžního řádu ČKA, který je podzákonnou a neprávní normou závaznou (jen) pro vymezený okruh osob (autorizované osoby, ze kterých se ovšem může rekrutovat rozhodná část skupiny soutěžících). Respekt k řádu je nezbytný, aby soutěž byla shledána regulérní a legální. Česká komora architektů je k vydání takového předpisu pověřena zákonem, stejně jako k ověření regulérnosti.
Aby byly splněny podmínky vypsání regulérní veřejné soutěže, je nutné dbát právního řádu jako ústrojného celku. Zejména v případě soutěže projektové, při které se počítá s následným zadáním veřejné zakázky, je na místě bedlivá pozornost k zákonu i k soutěžnímu řádu ČKA.
V mezinárodním kontextu je znám vzorový soutěžní řád UIA, mezinárodní organizace architektů, přidružené organizace UNESCO. Tento řád je však jenom vzorem. Není multilaterálně platným normativem. Ve většině zemí EU a v rozvinutých zemích platí téměř shodné právní předpisy upravující pořádání soutěží. Jejich užití je víceméně kompatibilní a mezinárodně dobře srozumitelné.
Námitky proti průběhu soutěže jsou možné výlučně proti procesnímu postupu. Námitka proti rozhodnutí in merito z povahy i logiky věci není možná. Proti rozhodnutím o věci samé namítat nelze.
Případné spory řeší primárně vypisovatel. Pochybení účastných osob, které jsou autorizovanými osobami (většinou porotci), jsou povolány řešit orgány ČKA, případně ČKAIT, které jsou povolány provádět disciplinární řízení. Dále připadají jako další rozhodci speciální rozhodci a v závažnějších případech a pokročilém stadiu soudy činné ve správním soudnictví, případně obecné soudy v občanském řízení podle charakteru případného sporu.

## Příklady
Příklady děl, která vznikla jako výsledek architektonických soutěží:
- Opera v Sydney, Jørn Utzon 1957
- Opera v Paříži, Charles Garnier 1860
- Národní divadlo v Praze, Josef Zítek 1859
- Ringstraße Vídeň, Ludwig von Förster 1858
- Wilsonovo nádraží Praha, Josef Fanta 1901–1909
- Hlavní nádraží (Helsinky),Helsinky, Eliel Saarinen 1909–1914
- Nádraží Pardubice Pardubice, Karel Řepa, Josef Danda, Karel Kalvoda 1858
- Výstaviště v Brně, Emil Králík 1927–28
- Moravská Banka, Bohuslav Fuchs a Arnošt Wiesner 1929–30
- Městské lázně Brno Zábrdovice, Bohuslav Fuchs 1929–32